# 陸亘
陸亘（764年—834年），字景山，蘇州吳縣人，唐朝宣歙觀察使。以善於治理而著稱。《會稽掇英總集》存詩一首。

## 生平
元和三年（808年），陸亘應考制科考試及格，補任萬年縣丞。後遷任太常博士。
陸亘歷任鄧州刺史、戶部郎中、秘書少監、太常少卿、兗州刺史、蔡州刺史、虢州刺史、蘇州刺史、越州刺史、浙東團練觀察等使。後移任宣歙觀察使，加御史大夫。
太和八年九月（834年），陸亘逝世，享壽七十一歲，追贈禮部尚書。

## 軼事

### 南泉救鵝
太和年間，南泉普願受陸亘請求，下山教授門徒。
有一天，陸亘向南泉普願詢問：「古人在瓶中養一隻小鵝，鵝漸漸長大，最後沒法從瓶中出來，如今不能打破瓶子，該如何救鵝？」，南泉普願忽然喊了陸亘，陸亘回應，南泉普願便說：「這不就出來了！」陸亘因有所悟。

### 榜逐孟真
禮史孟真熟悉禮容的典章制度，凡是與儀範相關，禮官等都會拜訪孟真，向他求教，孟真因而驕橫。元和七年（812年），李恆被冊立為太子，草擬儀式時，孟真依舊驕橫傲慢，陸亘便鞭打並趕走他。

## 外部連結
- 中國哲學書電子化計劃/舊唐書卷一百六十二

## 延伸阅读
[在维基数据编辑]
 《舊唐書/卷162》，出自刘昫《舊唐書》
 《新唐書·卷159》，出自《新唐書》